# Dolichoplia oblonga
Dolichoplia oblonga är en skalbaggsart som beskrevs av Marc Lacroix 1998. Dolichoplia oblonga ingår i släktet Dolichoplia och familjen Melolonthidae. Inga underarter finns listade i Catalogue of Life.